# Chá Rouge
Chá Rouge (ou Chá do Rouge) é uma turnê de retorno do girl group brasileiro Rouge, formado no reality televisivo Popstars, exibido no canal brasileiro SBT. Em parceria com o Chá da Alice, uma festa que traz aos palcos os maiores nomes do cenário pop nacional, a festa ainda celebra os 8 anos da festa Chá da Alice e os 15 anos do grupo, que não se apresentava junto com a formação original há 13 anos.

## O Anúncio
No dia 07 de setembro de 2017, a página do Chá da Alice no Facebook postou uma foto com fundo rosa e com a frase "Preparados para o tiro do ano? #chadaalice8anos" e no dia 08 outra imagem de fundo rosa com a frase "Se juntas já causam, imagina juntas", foi o bastante para despertar a curiosidade de alguns fãs que começaram a arriscar o palpite do retorno das meninas do Rouge. No dia 11 de setembro, a página voltou a postar uma imagem apenas de fundo rosa com Glitter, fazendo alusão ao primeiro álbum do grupo, Rouge de 2002. A confirmação oficial da festa veio no da 12 com a imagem promocional oficial do show. A postagem dizia: "Chega de Blá, Blá Blá! Um anjo veio me falar que Não deu pra resistir ao seu amor Aliceado! Dia 13 de outubro assim que brilhar la luna a gente vai ficar possuido pelo ritmo ragatanga! #rouge15anos #chadaalice8anos". O anuncio ainda confirma a formação original do grupo, incluindo Lu Andrade, que deixou o grupo no final da divulgação do segundo álbum delas, o C'est La Vie.

### Vendas e Novas Datas
O anuncio do dia 12 confirmava apenas um show pro dia 13 de outubro, no Vivo Rio, Rio de Janeiro. No dia 14 de setembro, os ingressos do show foram colocados a venda e o primeiro lote se esgotou em um minuto. Após 3 horas, os organizadoras confirmaram o esgotamento dos ingressos. Um show extra foi marcado pro sábado, dia 14 de outubro, também houve esgotamento de ingressos. No dia 05 de outubro foi confirmado mais uma data, agora em São Paulo, no dia 25 de novembro de 2017.

### Bloco do Chá Rouge
O empresário do grupo, Pablo Falcão, responsável pela reunião da girlband, anunciou, em 2 de janeiro de 2018, que a girlband faria o "Ensaio do Bloco do Chá Rouge". O grupo mantém sua parceria com a festa Chá da Alice, idealizada e mantida por Pablo. Um ensaio do bloco está marcado para 20 de janeiro, às 14h, no Memorial da América Latina, em São Paulo. "O ano começou. O carnaval está chegando. A gente vai começar a causar sim. Porque a gente existe para realizar sonhos. O impossível não existe. Acreditem. Vamos ser felizes?", escreveu na conta oficial da festa "Chá da Alice", no Instagram. O Bloco Chá Rouge" sairá no dia 11 de fevereiro de 2018.

## Sinopse
O show inicia-se com áudios originais do anúncio da escolha da banda no programa Popstars, além de cada integrante recitando trechos da letra de "Tudo é Rouge", enquanto as cinco componentes estão diante de elevadores; abaixo delas, um nome ROUGE cristalizado e rosa. Após os áudios, "Popstar" abre o repertório. Durante o primeiro refrão, as cinco descem as escadas, e já embaixo, fazem a coreografia original da canção, com elementos inéditos coreografados pelo coreógrafo Rômulo Morada, enquanto cantam e interagem com o público. Em seguida, a canção "C'est La Vie" é cantada, com direito a coreografia repaginada. Em seguida, o single "Beijo Molhado" é cantado. "Quero Estar Com Você" vem em seguida, e em alguns dos shows, a bandeira do orgulho LGBT foi erguida por Fantine.
Após a canção, as cantoras interagem com o público e em seguida "Não Dá Pra Resistir" é cantada; enquanto as cantoras estão no palco principal no solo, os dançarinos estão no palco de cima fazendo a coreografia da canção. A performance não conta com o break que era cantado em todos os shows do grupo. Na canção seguinte, "Me Faz Feliz", o Rouge canta em microfones com pedestais. Em seguida, "Um Anjo Veio Me Falar" é cantada; a performance conta as integrantes sentadas em tronos. "Te Deixo Tocar" segue o show, com uma performance sensual, onde as meninas dançam e sensualizam para os dançarinos. Para finalizar o primeiro bloco do show, "Fantasma" traz o balé vestido de fantasma, enquanto a coreografia original é feita.
O segundo bloco do show começa com "Vem Habib (Wala Wala)", onde as quatro meninas aparecem num camelo cenográfico, enquanto Fantine surge em cima do camelo. "Blá Blá Blá" segue o show, e em seguida, "Vem Dançar", com uma nova coreografia, onde há uma grande interação entre as cantoras e os dançarinos. No bloco seguinte, após uma troca de figurino, Rouge retorna ao palco do show cantando "Sem Você", e em seguida "Cidade Triste". Em seguida, "Tudo Outra Vez" é exibida como interlúdio enquanto as cantoras se trocam, mostrando vídeos das cantoras no programa "Popstars" no backdrop. No bloco acústico, as canções "Nunca Deixe de Sonhar", "Hoje Eu Sei", "Olha Só" e "O Que O Amor Me Faz" são cantadas.
Em preparação para o último bloco, um interlúdio com a canção "Wannabe" das Spice Girls é exibido nos shows do Rio de Janeiro, sendo substituído nos dois shows de São Paulo por um interlúdio com a versão remix de "Depois Que Tudo Mudou", enquanto os dançarinos exibem suas habilidades. No último bloco, vestidas com roupas temáticas que remetem ao filme "Alice no País das Maravilhas", as cantoras fazem as performances das canções "Quando Chega a Noite", "Vem Cair Na Zueira", "Brilha La Luna", "Ragatanga" e "Tudo é Rouge", que encerra o show (neste momento, as meninas estão no andar de cima, enquanto os bailarinos fazem uma rotina coreográfica embaixo).

## Recepção
Michelle Felippelli do site Zimel teceu elogios ao show, afirmando que "o reencontro tão esperado aconteceu de uma forma bem criativa, nostálgica, emocionante e especial, com direito a muitos gritos, lágrimas e animação." Segundo Felippelli, "Visivelmente mais maduras, felizes e realizadas, o #ChaRouge contou com a melhor versão de cada uma das 5 integrantes; 15 anos depois do primeiro show, encontramos um Rouge totalmente reformulado, com mulheres seguras de si, bem resolvidas, que aprenderam a deixar as diferenças do passado para trás e optaram por fazerem juntas um novo começo, escrevendo assim um novo capítulo na história da música pop no Brasil: o reencontro. Com uma setlist pra ninguém botar defeito, uma estrutura de palco simples mas super trabalhada no brilho, o Rouge renasceu para mostrar que não estão de brincadeira. Figurinos combinados, muito brilho e muita coreografia, características típicas da banda, ajudaram a tornar a noite muito mais especial e inesquecível." Marvin Medeiros, publicou em seu site homônimo, uma análise do show, comentando que o show era "digno de produção internacional", classificando-o como "incrível". Medeiros também elogiou as "novas coreografias bem elaboradas em união harmônica com as antigas danças, trazendo um balé de boys que em nenhum momento desfocou a apresentação do Rouge. E as integrantes fazendo bonito e merecendo o devido aplauso e euforia após uma maratona de ensaios semanas antes do show de estreia do retorno do Rouge."

## Repertório

### Chá Rouge 2017
1. "Introdução"/"Popstar"
2. "C'est La Vie"
3. "Beijo Molhado"
4. "Quero Estar com Você"
5. "Não Dá Pra Resistir"
6. "Me Faz Feliz"
7. "Um Anjo Veio Me Falar"
8. "Te Deixo Tocar"
9. "Fantasma"
10. "Vem Habib (Wala Wala)"
11. "Blá Blá Blá"
12. "Vem Dançar"
13. "Sem Você"
14. "Cidade Triste"
15. "Tudo Outra Vez" (interlúdio)
16. "Nunca Deixe de Sonhar"
17. "Hoje Eu Sei"
18. "Olha Só"
19. "O Que O Amor Me Faz"
20. "Wannabe"(RJ) / "Depois Que Tudo Mudou (remix)" (SP) (interlúdio)
21. "Quando Chega A Noite"
22. "Brilha La Luna"
23. "Ragatanga"
24. "Tudo É Rouge"

### Bloco
O repertório abaixo é constituído do show feito no dia 20 de janeiro de 2018 no Memorial da América Latina, São Paulo, não sendo representativo de todos os concertos.
1. "Ragatanga"
2. “Popstar”
3. "Brilha La Luna"
4. "Não Dá pra Resistir"
5. "Quero Estar com Você"
6. "Um Anjo Veio Me Falar"
7. "Blá Blá Blá"
8. "10%" (cover de Maiara & Maraísa)
9. "Meu Violão e o Nosso Cachorro" (cover de Simone & Simaria)
10. "Beijo Molhado"
11. "Vem Habib (Wala Wala)" (com trechos de "Baby Boy" de Beyoncé)
12. "Vem Dançar"
13. "Regime Fechado"/ "Loka" (Simone & Simaria cover)
14. "K.O." (Pabllo Vittar cover) / "Sua Cara" (Major Lazer feat. Anitta & Pabllo Vittar cover)
15. "They Don't Care About Us" (Michael Jackson cover)
16. "O Pinto" (Raça Pura cover) / "Ralando o Tchan" (É o Tchan cover)
17. "Não Quero Dinheiro" (Tim Maia cover)/ "País Tropical" (Jorge Ben Jor cover)
18. "Arerê"/ "Na Base do Beijo"/ "Eva"/ "Pra Frente" (Banda Eva e Ivete Sangalo covers)
19. "Ilariê" / "Tindolelê" (Xuxa cover)
20. "Dandalunda" (Margareth Menezes cover)
21. "Céu da Boca" (Ivete Sangalo cover)
22. "Vem Cair na Zueira"
23. "Swing da Cor" (Daniela Mercury cover)
24. "O Que o Amor Me Faz"
25. "Hoje Eu Sei"
26. "Tudo É Rouge"
27. "Ragatanga" (bis)

### Chá Rouge 2022
1. "Blá Blá Blá"
2. "Te Ligo Depois"/ "Quero Estar Com Você/Não Dá Pra Resistir"
3. "Fantasma"
4. "Um Anjo Veio Me Falar"
5. "Sem Temer"
6. "Solo tu"
7. "Bailando"
8. Medley: "1.000 Segredos" / "Sou o Que Sou"  / "Pá Pá Lá Lá" / "Depois Que Tudo Mudou"
9. "Te Deixo Tocar"
10. "Olha Só"
11. "Hoje Eu Sei"
12. "Você Me Roubou"
13. "Como Se Fosse a Primeira Vez"
14. "O Que O Amor Me Faz"
15. "O Amor é Ilusão"
16. "Delírio"
17. "Nunca Deixe de Sonhar"
18. "Popstar" (com trechos de "Uptown Funk" de Mark Ronson e Bruno Mars)/ "Vem Dançar"  (com trechos de "Wanna Be Startin' Somethin'" de Michael Jackson)
19. "Beijo Molhado"
20. "Sem Você"
21. "Cidade Triste"
22. "Tudo Outra Vez"
23. "Dona da Minha Vida"
24. "Medley C'est La Vie"/"Vem Cair Na Zueira" (com elementos de "Vem Habib (Wala Wala)
25. "Brilha La Luna"
26. "Ragatanga"
27. "Tudo é Rouge" (outro)

## Agenda
| Data                    | Cidade         | Região            | Local                      |
| ----------------------- | -------------- | ----------------- | -------------------------- |
| América do Sul          |                |                   |                            |
| 13 de outubro de 2017   | Rio de Janeiro | Sudeste do Brasil | Vivo Rio                   |
| 14 de outubro de 2017   | Rio de Janeiro | Sudeste do Brasil | Vivo Rio                   |
| 25 de novembro de 2017  | São Paulo      | Sudeste do Brasil | Expo Barra Funda           |
| 2 de dezembro de 2017   | São Paulo      | Sudeste do Brasil | Expo Barra Funda           |
| 20 de janeiro de 2018   | São Paulo      | Sudeste do Brasil | Memorial da América Latina |
| 11 de fevereiro de 2018 | São Paulo      | Sudeste do Brasil | Avenida 23 de Maio         |
| 5 de maio de 2018       | Rio de Janeiro | Sudeste do Brasil | Marina da Glória           |
| 11 de outubro de 2018   | Rio de Janeiro | Sudeste do Brasil | Vivo Rio                   |
| 10 de dezembro de 2022  | Rio de Janeiro | Sudeste do Brasil | Qualistage                 |